# Памятник Рождественскому перемирию

Памятник Рождественскому перемирию, декабрь 2014 года

Памятник Рождественскому перемирию (англ. Monument Christmas Truce, Christmas Truce Memorial) — памятник, установленный по инициативе УЕФА в бельгийском городе Комин-Варнетон (провинция Эно) в декабре 2014 года. Он был создан в честь сотой годовщины неофициального Рождественского перемирия 1914 года, произошедшего во время Первой мировой войны. Тогда, по сведениям европейской футбольной ассоциации, неподалёку имел место футбольный матч между британскими и германскими солдатами.    
События, ставшие известные как Рождественское перемирие, происходили на Западном фронте в сочельник и на Рождество в первый год войны. По случаю праздничных дней солдаты обеих воюющих сторон самостоятельно выходили на нейтральную полосу, где смешивались, общались, обмениваясь продуктами питания и сувенирами. По некоторым сведениям иногда они бывали настолько дружелюбны друг с другом, что даже играли в футбол на нейтральной полосе. Согласно некоторым источникам такие спонтанные матчи прошли тогда в нескольких местах на линии фронта: Бельгии и Франции. Несмотря на распространённость представлений о таких играх, многие историки опровергают то, что они имели место, хотя среди некоторых исследователей есть и убеждённые в достоверности таких фактов. Этим событиям посвящено несколько мемориалов, а также произведений популярной культуры.   
Скульптура установленная в Комин-Варнетоне выполнена из нержавеющей стали, но в цвете имитирующем ржавчину. Она находится на каменном постаменте и представляет собой копию установленного вертикально восьмидюймового разорвавшегося артиллерийского снаряда, который был увеличен до метровой высоты. Сверху на нём установлен футбольный ретро-мяч, с изображением эмблемы УЕФА, а также годами: 1914 и 2014. От памятника по плитке и поверхности земли в сторону окопов отходят трещины. На церемонии открытия присутствовали представители УЕФА во главе с президентом Мишелем Платини, а также должностные лица и президенты футбольных национальных ассоциаций, футболисты, дипломаты, военные представители местных властей и бельгийские школьники.   

## История

### Рождественское перемирие

Британские и германские солдаты на нейтральной полосе во время Рождественского перемирия

Под Рождественским перемирием (фр. Trêve de Noël, англ. Christmas truce, нем. Weihnachtsfrieden) понимают неофициальные распространённые случаи прекращения боевых действий, имевшие место на Западном фронте Первой мировой войны в сочельник и на Рождество 1914 года. За неделю до Рождества (25 декабря 1914 года) некоторые английские и германские солдаты начали обмениваться рождественскими поздравлениями и песнями через окопы. В условиях позиционной войны, окопы находились напротив друг друга, зачастую в нескольких десятках метров, в связи с чем простые воины Антанты и Четверного союза имели возможность познакомиться друг с другом и переговариваться. В отдельных случаях напряжённость была снижена до такой степени, что солдаты переходили линию фронта, чтобы поговорить со своими противниками и обменяться с ними подарками. На Сочельник и Рождество 1914 года солдаты обеих сторон, самостоятельно выходили на нейтральную полосу, где смешивались, обмениваясь продуктами питания и сувенирами. Проводились также совместные церемонии погребения павших, некоторые встречи заканчивались совместными рождественскими песнопениями.

### Футбол во время Рождественского перемирия
По некоторым сведениям, во время Рождественского перемирия солдаты противоборствующих сторон бывали настолько дружелюбны друг с другом, что даже играли в футбол на нейтральной полосе. Так, в 1915 году в британской прессе стали появляться сообщения о проведении таких импровизированных футбольных баталий. Наибольшую известность тогда получила история изложенная в письме одного британского солдата. Если верить ему: «Наш офицер наткнулся на баварца, который курил сигарету. Он встретился с немцем на нейтральной территории. Затем несколько ребят вышли из окопов, и возникло подобие мира. Люди из вражеских армий стали общаться друг с другом. Был даже футбольный матч — играли консервной банкой из-под говядины». По некоторым сведениям, использовались и другие сподручные предметы для игры: связки соломы, коробки, ящики и так далее. Через некоторое время в таких сообщениях стал фигурировать уже настоящий футбольный мяч вместо консервной банки, в описаниях появились команды, а сам матч стал проводиться по правилам и с участием судьи. Согласно некоторым источникам, такие матчи прошли тогда в нескольких местах вдоль линии Западного фронта: Бельгии и Франции. Существуют различные — часто противоречивые — сведения о подобных играх между противоборствующими бойцами; некоторые даже сообщают точный счёт, называются между какими подразделениями они прошли, приводятся другие детали. Несмотря на распространённость представлений о таких играх во время войны, многие историки опровергают то, что они действительно имели место, хотя среди исследователей есть и убеждённые в достоверности таких фактов. 
На основе писем с фронта историк Роберт Бейкер, пришёл к выводу, что наиболее вероятным местом проведения таких матчей является деревня Месен, расположенная на границе современных Франции и Бельгии: «В этом месте, по мнению Бейкера, могла пройти встреча, если она была. Но дело в том, что упоминания о матче по всем правилам есть только в посланиях британцев, среди немецких солдат никто об этом даже не упоминал». Российский историк Борис Лапин указывал на то, что на распространённость и устойчивость таких легенд повлияло то, что тогда действительно играли в футбол, но в тылу: «Возвращаясь в окопы, солдаты вполне могли прихватить с собой и мяч — просто потому, что не доверяли тем, кто приходил на их место в тыл. Чтобы через две недели, если останутся живы, снова поиграть».

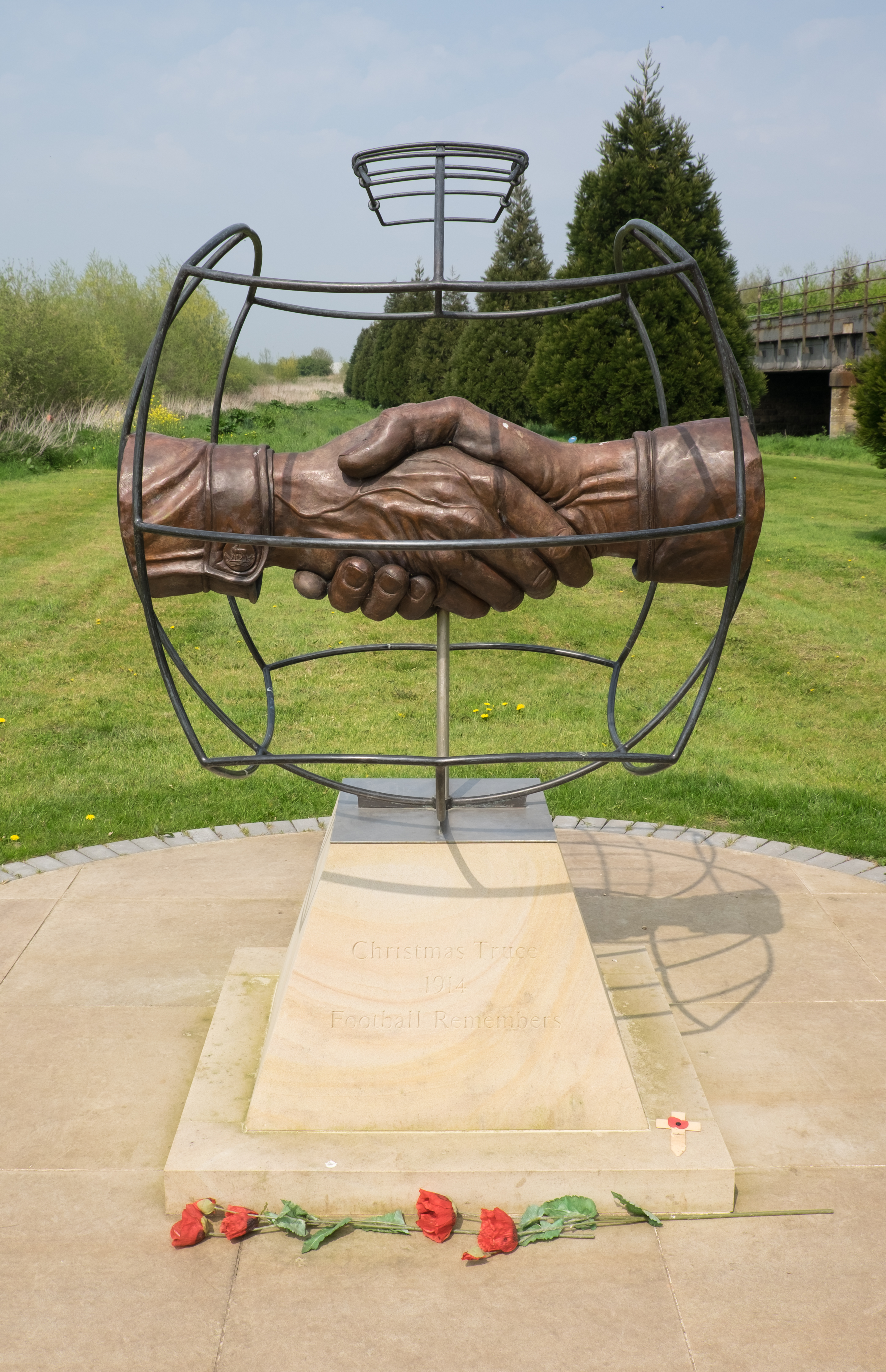
Монумент в Национальном мемориальном дендрарии. Арлевас, графство Стаффордшир

Рождественскому перемирию и теме футбольных матчей, якобы имевших место во время него, посвящено несколько памятников, а также произведений популярной культуры. По этому поводу Полом Маккартни была создана песня «Pipes of Peace», вошедшая в его одноимённый четвёртый сольный студийный альбом, выпущенный в 1983 году. В том же году на основе этой песни был создан видеоклип, в котором музыкант предстал сразу в двух образах: и британского, и немецкого солдата. Согласно сюжету, накануне декабрьского перемирия 1914 года во Франции, его герои встречаются на нейтральной полосе, обмениваются рукопожатиями, выпивают, вспоминают своих любимых и участвуют в проведении массового футбольного матча. Однако перемирие не было долгим: в конце клипа артиллерийский снаряд попадает в землю рядом с игроками и солдаты двух армий разбегаются по своим окопам. В 1990 году на основе истории про подобный спонтанный матч, британская группа «The Farm» представила песню «All Together Now», которая стала официальным гимном сборной Англии на чемпионате Европы по футболу 2004. 1 ноября 2008 года во французском городе Фрелинген был открыт памятник, посвящённый чествованию героев футбольного матча, состоявшегося в этой местности в декабре 1914 года. 

### Создание
В апреля 2014 года стало известно, что УЕФА решил отметить в конце года столетие Рождественского перемирия и состоявшихся во время него футбольных матчей. В мероприятиях предполагалось участие представителей ряда европейских стран, а само оно должно было состояться перед декабрьской встречей Европейского совета в Брюсселе. Выбор бельгийского города Комин-Варнетон (провинция Эно) для установки мемориала, был обусловлен тем, что, по сведениям УЕФА, возле входящего в него ныне Плюкстэрте (фр. Ploegsteert), недалеко от французской границы, в 1914 году прошёл футбольный матч между воинами британской и немецкой армий. Создание памятника, который должен был открыт для чествования этих событий, было поручено лондонскому агентству Designwerk, которое разработало его концепцию. После этого специалисты по изготовлению скульптур из британской компании MDM получили из УЕФА заказ на создание монумента. Руководителем проекта был назначен Джордж Барден, Гарриет Хилл создал скульптуру, а Джон Деллер отвечал за работу над металлической конструкцией.

### Открытие
Памятник был открыт 11 декабря 2014 года в бельгийском городе Комин-Варнетон представителями УЕФА во главе с президентом Мишелем Платини. Церемония прошла по случаю проведения ряда торжественных мероприятий посвященных столетней годовщине «перемирия» 1914 года. На ней присутствовали около двухсот человек: должностные лица и президенты футбольных национальных ассоциаций, футболисты современности и прошлого, дипломаты, военные представители местных властей, бельгийские школьники, исторические реконструкторы. Платини, отмечая глубокий символизм мероприятия, заявил: «Мы собрались, чтобы отметить трогательный момент братства и дружбы, который убеждает всех нас в природном гуманизме. Меня чрезвычайно трогает, когда я просто представляю молодежь, выбравшую сто лет назад единый язык футбола, чтобы выразить свои чувства солидарности». Также был показан созданный под эгидой УЕФА видеоролик, в котором приняли участие известные футболисты современности из бывших воюющих стран: Уэйн Руни, Гарет Бейл, Уго Льорис, Бастиан Швайнштайгер и Филипп Лам. Эти представители Великобритании, Франции и Германии прочитали короткие отрывки из писем фронтовиков Первой мировой войны. Также в ролике появились Бобби Чарльтон, Дидье Дешам и Пауль Брайтнер, отметившие значение Рождественского перемирия, а также футбола, который объединяет людей и народы. На эту тему записали обращения президент Франции Франсуа Олланд, премьер-министр Великобритании Дэвид Камерон. Кроме этой церемонии в 2014 году по футбольной линии были организованы и ряд других мероприятий, прошедших в различных странах Европы.

### Описание
Скульптура выполнена из нержавеющей стали, но в цвете, имитирующем ржавчину. Она находится на каменном постаменте и представляет собой копию вертикально установленного восьмидюймового разорвавшегося артиллерийского снаряда, который был увеличен до метровой высоты. Сверху на нём помещён футбольный мяч, подобный тем, какими играли в эпоху Первой мировой войны. На нём изображена эмблема УЕФА и значатся годы: 1914 и 2014. Позади находятся окопы английских и немецких солдат, куда от скульптуры по плитке и далее по поверхности земли отходят две чёрные «трещины», символизирующие единство прошлых лет с настоящим.